# Acanthorutilus maeandricus
Acanthorutilus maeandricus е вид лъчеперка от семейство Шаранови (Cyprinidae). Счита се за критично застрашен поради загуба на местообитания.

## Разпространение
Видът е ендемичен за Турция. Обитава потоци и блата с гъста растителност.

## Описание
Тази риба достига до около 7,9 сантиметра на дължина.